# 2005 en mathématiques
Cet article présente les faits marquants de l'année 2005 en mathématiques.

## Prix
- Prix Abel en mathématiques : Peter David Lax (Hongrois)

## Décès
- 4 janvier : Frank Harary (né en 1921), mathématicien américain.
- 13 janvier : Evgueni Liapine (né en 1914), mathématicien russe.
- 2 février : Edward Maitland Wright (né en 1906), mathématicien britannique.
- 8 février : Germund Dahlquist (né en 1925), mathématicien suédois.
- 11 février : Mary Jackson (née en 1921), mathématicienne et ingénieure en aérospatial américaine.
- 17 mars : László Fejes Tóth (né en 1915), mathématicien hongrois.
- 21 mars : Raymond Siestrunck (né en 1919), physicien et mathématicien français.
- 1er avril : Robert C. Wood (né en 1923), mathématicien et homme politique américain.Saunders Mac Lane

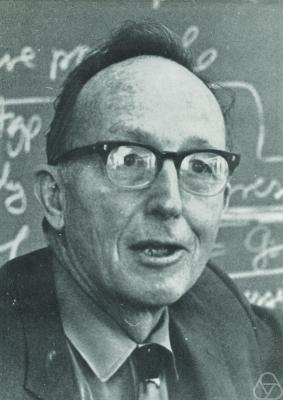
Saunders Mac Lane

- 14 avril : Saunders Mac Lane (né en 1909), mathématicien américain.
- 21 avril : William Kruskal (né en 1919), statisticien et mathématicien américain.
- 29 avril : Leonid Khatchian (né en 1952), mathématicien américain d’origine arménienne.
- 5 mai : Raymond Couty (né en 1919), mathématicien français.
- 13 mai :
  - George Dantzig (né en 1914), mathématicien américain.
  - Raymond Redheffer (né en 1921), mathématicien américain.
- 18 juin : Manuel Sadosky (né en 1914), mathématicien argentin.
- juin : Günter Lumer (né en 1929), mathématicien allemand et uruguayen.
- 17 juillet : 
  - Isabella Bashmakova (née en 1921), mathématicienne et historienne des mathématiques russe.
- Magdalena Mouján (née en 1926), mathématicienne argentine d'origine basque.
- 13 août : Dieter Puppe (né en 1930), mathématicien allemand.
- 28 août : George Szekeres (né en 1911), mathématicien australo-hongrois.
- 1er septembre : Frédérique Lenger (née en 1921), mathématicienne et pédagogue belge.
- 10 septembre : Hermann Bondi (né en 1919), mathématicien et un cosmologiste austro-britannique.
- 12 septembre : Serge Lang (né en 1927), mathématicien franco-américain.
- 4 octobre : Ronald Rivlin (né en 1915), mathématicien américain d'origine britannique.
- 8 octobre : Alfred Goldie (né en 1920), mathématicien britannique.
- 3 novembre : Theodore Harris (né en 1919), mathématicien américain.
- 5 décembre : Claude Ambrose Rogers (né en 1920), mathématicien britannique.
- 6 décembre : Bernard d’Orgeval (né en 1909), mathématicien français.
- 20 décembre : Raoul Bott (né en 1923), mathématicien américain d'origine hongroise.
- 31 décembre : Askold Ivanovitch Vinogradov (né en 1929), mathématicien russe.

### Date non précisée
- Herbert James Godwin (né en 1922), mathématicien anglais.